# Paddy McNally
Patrick « Paddy » McNally (né le 20 décembre 1937) est un homme d'affaires suisse et ancien propriétaire d'Allsport Management, agissant dans le monde de la Formule 1. McNally a travaillé pour Marlboro, puis aux côtés de Bernie Ecclestone, en particulier sur la publicité sur piste et la gestion du F1 Paddock Club, que McNally a fondé en 1984.
McNally est britannique,, mais habite en Suisse et sur la Côte d'Azur. Le magazine suisse Bilan évalue sa richesse à €700 million,. Il a été le compagnon de Sarah, Duchesse d'York dans les années 1980.

## Biographie
Patrick McNally est né le 20 décembre 1937 à Gravesend. Son père est Patrick McNally, médecin militaire de la Force aérienne royale, et sa mère est Mary Deane Outred. Il a grandi dans le comté de Monaghan, en Irlande, où les McNally ont leurs origines,,.
En 1967, McNally épouse Anne Downing, fille de Kenneth Downing de Monaco, pilote Connaught dans la saison 1952 de Formule 1, qui a ensuite créé une entreprise d'extraction de diamants en Afrique du Sud. En 1969 naît leur premier fils, Sean, et en 1972 leur deuxième fils, Rollo. McNally et sa femme divorcent peu avant qu'elle ne meure d'un cancer en 1980,. Il ne s'est jamais remarié.

### Carrière de pilote
Tout au long des années 1960, McNally participe à des courses de voitures de tourisme. En 1962, il pilote une Lotus Elite sur le circuit de Castle Combe pour le British Racing and Sports Car Club (BRSCC) et termine deuxième. En 1965, McNally pilote une Shelby Cobra à Goodwood, Silverstone et Nürburgring. Il participe ensuite pendant deux saisons au championnat britannique de voitures de tourisme en 1968 et 1969, au volant d'une Porsche 911 T/R, et remporte plusieurs courses,. Il se retire de la compétition professionnelle en 1970, se consacrant principalement au journalisme et à l'aspect commercial du sport automobile.

### Marlboro
McNally commence sa carrière en Formule 1 en tant que journaliste de sport automobile à la fin des années 1960, collaborant avec le magazine Autosport à Londres. Au début des années 197, il travaille en Suisse en tant que consultant en sponsoring pour Marlboro (Philip Morris), dont le siège se trouvait à Lausanne, en Suisse. À cette époque, il est également le manager de James Hunt, un pilote McLaren sponsorisé par Marlboro, avec qui McNally est très ami. Hunt a remporté le titre lors de la saison 1976 de Formule 1.

### Allsport Management
McNally a commencé à travailler avec Bernie Ecclestone à la fin des années 1970. En 1984, il a fondé Allsport Management S.A., une compagnie qui organisait l'accueil d'entreprises dans les paddocks et la revente d'espaces publicitaires sur les circuits lors des événements de Formule 1. Basés à Genève, Allsport et Allsopp Parker & Marsh (APM) possédaient les droits publicitaires sur les emplacements des circuits de Formule 1 et exploitaient le Formula One Paddock Club, le fournisseur d'espaces « d'hospitalité » des Grand Prix,.
En 2006, il vend Allsport Management à CVC. En 2011, McNally annonce son retrait du monde de la Formule 1,.